# Justus Baronius Calvinus
Justus Baronius Calvinus (nascido em Kanthen, Alemanha, c. 1570; falecido depois de 1606) foi um teólogo alemão, convertido ao catolicismo e apologista.

## Vida
Nasceu de pais calvinistas e foi educado em Heidelberg, onde fez curso de teologia. O seu estudo dos Padres da Igreja inclinou-o para o catolicismo e finalmente levou-o a Roma. Lá ele foi gentilmente recebido pelo Cardeal Belarmino, pelo Cardeal Barônio e pelo Papa Clemente VIII. Sua gratidão a Barônio o levou a acrescentar o nome daquele cardeal ao seu.
Ao retornar à Alemanha tornou-se católico (1601) e um ferrenho defensor de sua fé. Na sua "Apologia" (Mainz, 1601) apresenta as razões da sua conversão e no seu "Praescriptionum adversus haereticos ... Tractatus" (ibid. 1602, 1756), ele apela aos Padres em apoio à verdade do Catolicismo.